# О’Нил, Кон
Кон О’Нил (англ. Con O'Neill; 3 июня 1912 — 11 января 1988, Лондон) — государственный служащий и дипломат Великобритании.
Учился сначала в Итоне, затем — в Баллиол-колледже Оксфордского университета. В 1935 году стипендиат в Колледже Всех Душ.
С 1936 года на дипломатической службе. С началом Второй мировой войны — в армейской разведке. Допрашивал Рудольфа Гесса после его прилёта в Шотландию. Возвратился в Форин-офис в 1943 году.
C 13 июля 1955 по 26 июня 1957 года посол Великобритании в КНР.